# ツイスト (ドキュメンタリー映画)
『ツイスト』（Twist）は、1992年制作のカナダ映画。日本公開は1994年7月25日。

## 概説
1960年代に一世風靡したダンスの『TWIST（ツイスト）』の興亡を追った風俗・音楽系のドキュメント映画である。当時の映像や関係者のインタビュー、当時を彩った歌手などにもインタビューとスポットライトを当てる。同じ様な構成、手法で撮った若者風俗ドキュメントには『ヘビー・ペッティング』(1988年)もある。

## 内容
世界を席巻したツイストが如何に誕生し、そして廃れていったのか、アメリカで生まれ、アメリカはもちろんの事ヨーロッパやアジア（特に日本）の若者たちの間で圧倒的なブームを呼び、300種を超える亜流の歌とステップが誕生し、巨大化していったが、そのブームは２年半程で終わりを告げるが･･･。

## スタッフ
- 製作・監督：ロン・マン
- 製作総指揮：ドン・ハイグ
- 撮影：ボフ・フレスコ
- 音楽：ニコラス・スターリング、キース・エリオット

## 出演歌手
- チャビー・チェッカー
- アレサ・フランクリン
- ハンク・バラード
- フランキー・アヴァロン
- リトル・リチャード
- ファッツ・ドミノ
- バディ・ホリー
- ディー・ディー・シャープ